# Les Alliés
Pour l’article homonyme, voir Les Alliés (xylographie).
Les Alliés, anciennement Les Allemands, est une commune française située dans le département du Doubs, la région culturelle et historique de Franche-Comté et la région administrative Bourgogne-Franche-Comté.

## Géographie

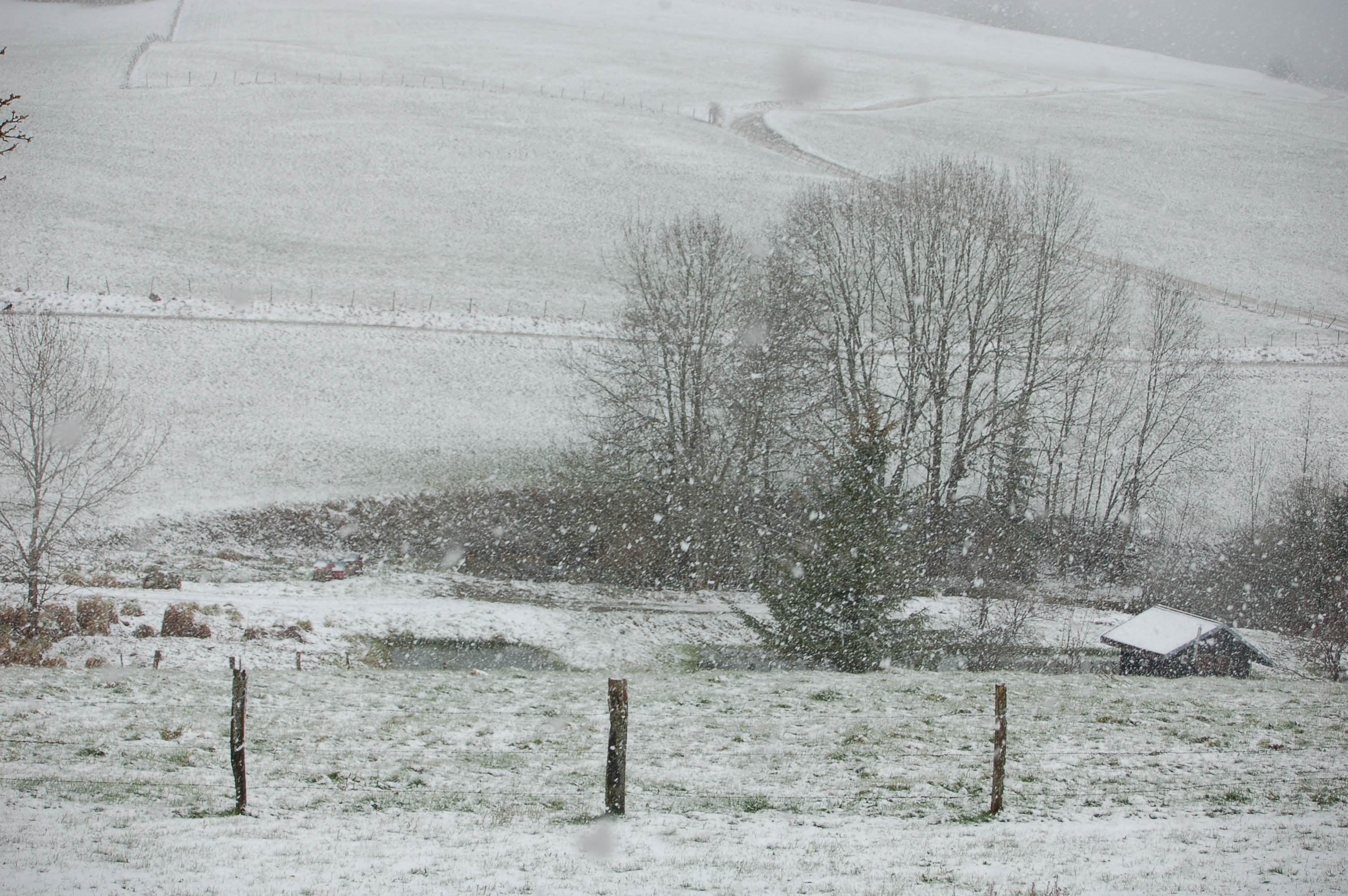
Une tempête de neige aux Alliés, montrant bien le type de climat, continental, présent en hiver.

Le territoire des Alliés, adossé à la frontière suisse, a une forme grossièrement triangulaire.
Il englobe trois ensembles bien distincts, orientés nord-est-sud-ouest. Au sud, dans le prolongement du Larmont (sommet jurassien surplombant la sous-préfecture du Doubs Pontarlier), se dresse une ligne de hauteurs boisées, séparées par le ruisseau du Pâquier. Il s'agit du secteur de la commune le plus élevé puisqu'il culmine à 1 141 mètres. La partie centrale est occupée par un synclinal, le val des Alliés, drainé par le ruisseau des Étraches. Au nord enfin, le relief s'élève à nouveau avec le versant du mont d'Hauterive, où l'altitude atteint 1 093 mètres au lieu-dit du Pré-Sergent.
Le village s'est implanté dans le val, à 950 mètres d'altitude, et se présentait comme un village rue. Il s'étirait en longueur sur le versant le mieux exposé au soleil et se trouvait légèrement en contrebas de la route départementale qui relie Pontarlier à Morteau. Depuis 1990, date de la plus faible population de son histoire, le village voit sa population et ses constructions augmenter de manière significative ce qui est certainement dû à sa situation frontalière, qui offre la possibilité de travailler en Suisse.
Les Alliés fait partie du Saugeais, à la fois république folklorique et territoire historique de la Franche-Comté.
La commune des Alliés est propriétaire de 70 ha en Suisse.
Cadastre : établi en 1834. Territoire communal de 518 ha, dont 165 ha en forêt (en 1970).

### Hydrographie
On peut observer des phénomènes karstiques (dolines, lapiez) sur le mont d'Hauterive. Outre le ruisseau des Étraches, il y a deux sources, celle du Pâquier et celle du bief de la Reine.

### Accès
Voie de communication : CD 47 (à 8 km au sud de Montbenoît, 9 km au nord-est de Pontarlier et à 68 km au sud-est de Besançon)

### Hameaux
La commune des Alliés regroupe également différents hameaux et fermes isolées : Bellevue, Cernet-du-Doubs, Champs-Carrés, Champs-Patets, la Chevrette, Maisons-Neuves, Pré-Sergent.

### Climat
Pour des articles plus généraux, voir Climat de la Bourgogne-Franche-Comté et Climat du Doubs.
En 2010, le climat de la commune est de type climat de montagne, selon une étude du Centre national de la recherche scientifique s'appuyant sur une série de données couvrant la période 1971-2000. En 2020, Météo-France publie une typologie des climats de la France métropolitaine dans laquelle la commune est exposée à un climat de montagne ou de marges de montagne et est dans la région climatique  Jura, caractérisée par une forte pluviométrie en toutes saisons (1 000 à 1 500 mm/an), des hivers rigoureux et un ensoleillement médiocre. 
Pour la période 1971-2000, la température annuelle moyenne est de 6,5 °C, avec une amplitude thermique annuelle de 16,3 °C. Le cumul annuel moyen de précipitations est de 1 646 mm, avec 13,5 jours de précipitations en janvier et 11,6 jours en juillet. Pour la période 1991-2020, la température moyenne annuelle observée sur la station météorologique de Météo-France la plus proche, « Pontarlier », sur la commune de Pontarlier à 8 km à vol d'oiseau, est de 8,8 °C et le cumul annuel moyen de précipitations est de 1 463,6 mm. 
La température maximale relevée sur cette station est de 38 °C, atteinte le 25 juillet 2019 ; la température minimale est de −32 °C, atteinte le 12 janvier 1987,,. 
Les paramètres climatiques de la commune ont été estimés pour le milieu du siècle (2041-2070) selon différents scénarios d'émission de gaz à effet de serre à partir des nouvelles projections climatiques de référence DRIAS-2020. Ils sont consultables sur un site dédié publié par Météo-France en novembre 2022.

## Urbanisme

### Typologie
Au 1er janvier 2024, Les Alliés est catégorisée commune rurale à habitat dispersé, selon la nouvelle grille communale de densité à 7 niveaux définie par l'Insee en 2022.
Elle est située hors unité urbaine. Par ailleurs la commune fait partie de l'aire d'attraction de Pontarlier, dont elle est une commune de la couronne,. Cette aire, qui regroupe 54 communes, est catégorisée dans les aires de moins de 50 000 habitants,.

### Occupation des sols
L'occupation des sols de la commune, telle qu'elle ressort de la base de données européenne d’occupation biophysique des sols Corine Land Cover (CLC), est marquée par l'importance des territoires agricoles (55,8 % en 2018), en augmentation par rapport à 1990 (54,1 %). La répartition détaillée en 2018 est la suivante : 
forêts (44,2 %), zones agricoles hétérogènes (36,2 %), prairies (11,7 %), terres arables (8 %). L'évolution de l’occupation des sols de la commune et de ses infrastructures peut être observée sur les différentes représentations cartographiques du territoire : la carte de Cassini (XVIIIe siècle), la carte d'état-major (1820-1866) et les cartes ou photos aériennes de l'IGN pour la période actuelle (1950 à aujourd'hui).

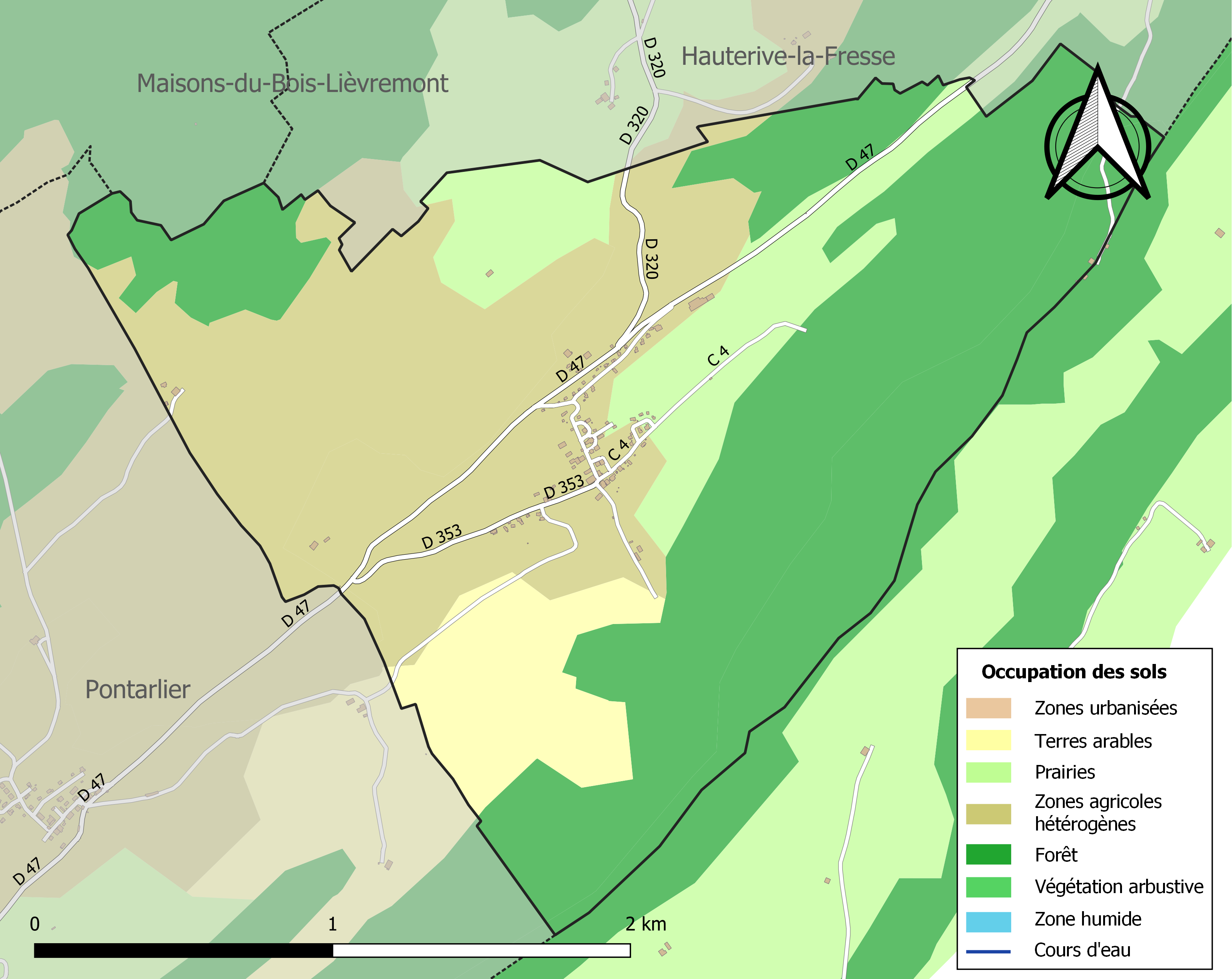
Carte des infrastructures et de l'occupation des sols de la commune en 2018 (CLC).

## Histoire
Alors qu'il existait depuis longtemps une véritable structure seigneuriale à Montbenoît par l'abbaye et à la Cluse-et-Mijoux avec les seigneurs de Joux, le peuplement de ce territoire survint assez tardivement au Moyen Âge.
À l'origine, le village est implanté vers la grange de la Petite Ronde, aujourd'hui en territoire suisse, où il portait le nom aujourd'hui disparu d'Arcenet. C'est à une époque indéterminée qu'il a été transféré dans le val, à l'emplacement où se trouve maintenant le village des Alliés.
La naissance du village est due à l'initiative d'Henri, seigneur de Joux (1304-1326), qui fait appel à des colons étrangers, des « Allemands », venus probablement de Suisse alémanique et qui les a installés (« habergés ») sur une terre de l'abbaye de Montbenoit. Mécontente du procédé, celle-ci engage un procès et obtient en 1337 du sire de Joux la rétrocession des terres avec leurs habitants : comme ce sont « des Allemands et gens étrangers, précise l'abbé, nous les avons habergés de nouveau à la coutume et à la manière de nos gens du Saugeois », mais en leur accordant toutefois le privilège d'être affranchis de la mainmorte et d'user de leur coutume particulière pour la transmission des héritages.
Comme le précise le coutumier de 1548, les Allemands sont une des douze localités faisant partie du Saugeais, communauté originale qui s'est constituée autour de l'abbaye de Montbenoît.
Au début du XVIIe siècle, les habitants intentent un procès à l'abbaye, dirigée par l'abbé Chevroton qui les prétendait mainmortables. La preuve ne peut être apporté et la transaction du 7 février 1609 les déclare « de franche condition mais mainmortables pour leurs héritages ». Ce n'est qu'en 1612 que les familles obtiennent le rétablissement de l'exemption de la mainmorte (sont concernées les familles : Cune, Dornier, Ggnon, Guyon, Febvre, Santon, Symon et Vouille). Toujours sous l'abbé Chevreton, un traité fixe la délimitation entre la communauté des Allemands et la ville de Pontarlier (14 septembre 1632 et 11 avril 1633).
Les Allemands sont victimes des méfaits de la Guerre de Dix ans (épisode franc-comtois de la Guerre de Trente Ans) et de son cortège de misère (peste 1637 et famine 1638). Le village fournit ainsi entre 1636 et 1639 des soldats et des chevaux pour lutter contre les Français et les Suédois du comte Bernard de Saxe-Weimar, ainsi que le logement de trente hommes du colonel Maillard, qui entraîne un coût de 1 350 francs ruinant les habitants.
C'est sous Nicolas de Saulx de Tavanesn archevêque de Rouen et abbé commendataire de Montbenoît (1717-1746) que les habitants du Saugeais sont affranchis. Mais la communauté des Allemands, bien que faisant partie du Saugeais, ne figure pas sur cet acte d'affranchissement de 1744, ses habitants ayant été reconnus antérieurement de « franche condition ».
Il s'ensuit cent-cinquante ans de stabilité pour la petite commune.
Après la déclaration de guerre à l'Allemagne en 1914, les habitants manifestent le désir de changer le nom de leur village. Ils ont à se prononcer entre Sainte-Foy, Bellerive ou Les Alliés. Ce dernier ayant été retenu à la suite d'un vote, le changement de dénomination est demandé par le conseil municipal dans sa séance du 6 décembre 1914. Et c'est le décret du 20 octobre 1915 qui finit par leur donner raison.
En 1940, à l'heure de l'occupation, les Allemands, apprenant le passé du village, débaptisèrent la commune afin de lui rendre son appellation d'origine. Il fallut attendre 1944 et la Libération pour que le village reprenne ce nom qui est aujourd'hui le sien : Les Alliés.

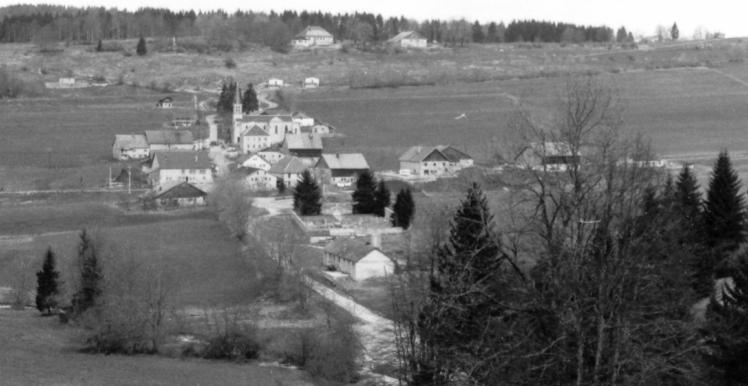
Le village vers les années 1970-80.

### La princesse venue de Neuchâtel
La rue principale de la commune porte le nom d'Isabelle de Neuchâtel. En 1383, par acte, Philippe, marquis de Hochberg et comte de Neuchâtel et son épouse Isabelle remettent aux habitants des Ardennets et de la Fresse le droit de pâturage en échange du paiement annuel de « trois quartiers de fromage ».

## Politique et administration
| Période                                  | Période  | Identité         | Étiquette | Qualité       |
| ---------------------------------------- | -------- | ---------------- | --------- | ------------- |
| avant 1981                               | ?        | Joseph Cordier   |           |               |
| mars 2001                                | 2014     | Christian Granié | UMP       |               |
| mars 2014                                | En cours | Sophie Billerey  | SE        | Fonctionnaire |
| Les données manquantes sont à compléter. |          |                  |           |               |

Christian Granié a parrainé la candidature de Bruno Mégret à l'élection présidentielle de 2002.

## Démographie
L'évolution du nombre d'habitants est connue à travers les recensements de la population effectués dans la commune depuis 1793. Pour les communes de moins de 10 000 habitants, une enquête de recensement portant sur toute la population est réalisée tous les cinq ans, les populations de référence des années intermédiaires étant quant à elles estimées par interpolation ou extrapolation. Pour la commune, le premier recensement exhaustif entrant dans le cadre du nouveau dispositif a été réalisé en 2007.

En 2022, la commune comptait 171 habitants, en évolution de +14 % par rapport à 2016 (Doubs : +1,88 %, France hors Mayotte : +2,11 %).
| 1793 | 1800 | 1806 | 1821 | 1831 | 1836 | 1841 | 1846 | 1851 |
| ---- | ---- | ---- | ---- | ---- | ---- | ---- | ---- | ---- |
| 238  | 247  | 234  | 267  | 267  | 291  | 221  | 272  | 273  |

| 1856 | 1861 | 1866 | 1872 | 1876 | 1881 | 1886 | 1891 | 1896 |
| ---- | ---- | ---- | ---- | ---- | ---- | ---- | ---- | ---- |
| 266  | 251  | 247  | 232  | 217  | 216  | 230  | 225  | 215  |

| 1901 | 1906 | 1911 | 1921 | 1926 | 1931 | 1936 | 1946 | 1954 |
| ---- | ---- | ---- | ---- | ---- | ---- | ---- | ---- | ---- |
| 179  | 167  | 140  | 138  | 136  | 118  | 116  | 129  | 118  |

| 1962 | 1968 | 1975 | 1982 | 1990 | 1999 | 2006 | 2007 | 2012 |
| ---- | ---- | ---- | ---- | ---- | ---- | ---- | ---- | ---- |
| 83   | 61   | 67   | 63   | 56   | 103  | 107  | 107  | 131  |

| 2017 | 2022 | - | - | - | - | - | - | - |
| ---- | ---- | - | - | - | - | - | - | - |
| 158  | 171  | - | - | - | - | - | - | - |

Nombre d'habitants en 1614 : 38, en 1688 : 193.
Le village n'a pas été épargné par les deux guerres mondiales :
1914-1918 : quatorze personnes ont péri au front ;
1939-1945 : un habitant est mort en déportation : Marc Mouget.

## Lieux et monuments
Le village des Alliés ne possède qu'un seul monument, l'église de Sainte-Foy, qui fut construite au XVIIe siècle puis reconstruite à la suite d'un incendie en 1879, dans un style néo-roman.

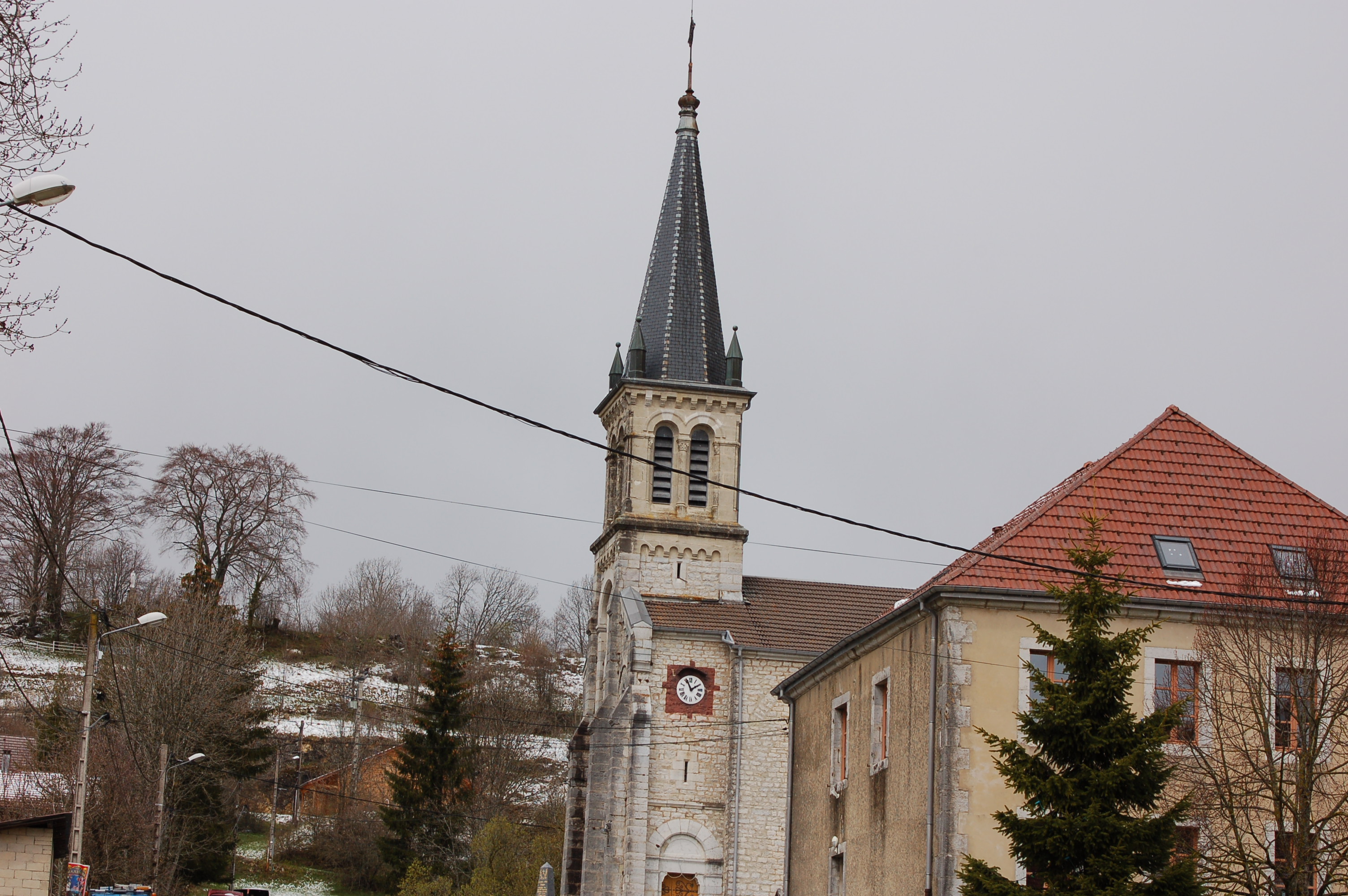
L'église.